# Skautské odznaky
Skauti vydávají v rámci své činnosti různé odznaky jako doklady složení různých zkoušek nebo jako památky na významné události a akce. Tyto odznaky jsou často předmětem sběratelství.

## Stručná historie skautských odznaků

### Období 1911–1941
- 1911 – S největší pravděpodobností je toto první odznak „Českých skautů“. Odznak Svazu českých spolků a přátel tělesné výchovy.
- 1912 – Ujal se název JUNÁK a symbolem se stala černá psí hlava
- 1914 – První odznak spolku JUNÁK – ČESKÝ SKAUT (JČS) byl trojúhelníkový a symbolizoval atleta (junáka) se sokolem u boku. Na odznaku byl nápis: JUNÁK – ČESKÝ SKAUT.
- 1918 – Ve válečných letech 1914 – 1918 konali čeští junáci humanitární služby. Nejtěsnější byla spolupráce s Červeným křížem – akce „Českého srdce“ Nosilo se na kroji ale i na civilním oděvu.
- 1919 – Lilie se psí hlavou byla přijata za odznak skautů a použita na civilním odznaku příslušnosti a slibovém odznaku
- 1919 – Byl zaveden čestný odznak ZA ČIN JUNÁCKÝ ve zlatém, stříbrném a bronzovém stupni. Podle anglického vzoru byla zavedena SVASTIKA pro civilní osoby a ŘÁD STŘÍBRNÉHO VLKA (se zelenou stuhou a žlutým pruhem) pro skauty.
- 1921 – Bylo založeno čestné vyznamenání STŘÍBRNÝ BOBR pro vodní skauty. Zavedena SVASTIKA NÁČELNICTVA pro skauty (větší než Svastika díků a na zelené stuze). Od března pracoval v Mukačevě první skautský oddíl na Podkarpatské Rusi a později používali svůj civilní odznak příslušností.
- 1922 – 29. června až 6. července se konaly v Praze oslavy desetiletí československého skautingu. K oslavám byl vydán pamětní odznak.
- 1922 – Byl vydán Řád slovenských katolických skautů „Kríž krajinského náčelnictva“
- 1923 – Pro výchovu vůdců byla uspořádána první Lesní škola. Původní odznak činovníků a instruktorů LŠ byl kruhový kovový s 3 Tee pee. Později byl použit jako vyšívaný odznak na šedém šátku pro absolventy LŠ.
- 1924 – Byl udělen první odznak zdatnosti Lví skaut Josefu Polákovi z Prahy.
- 1924 – Lyžařský odbor Svazu začal používat odznak příslušnosti na civilním oděvu
- 1926 – Valný sněm Svazu skautů udělil první československý Řád stříbrného vlka (na bílé stuze s červenými a modrými proužky) náčelníkovi A.B. Svojsíkovi. Konala se první Lesní škola pro skautky. Absolventky nosily kovový odznak na uzlu skautského šátku. Zřízeno vyznamenání Syrinx pro oldskauty. Z počátku ve stříbrném stupni (bez stuhy) a zlatém (s modrou stuhou). Později i bronzovém. Byla zřízena Třístupňová Svastika Díků Náčelnictva Československé obce Junáků volnosti. Autorem byl prof. O. Bureš.
- 1927 – Začal se používat odznak zdatnosti Tři orlí pera.
- 1928 – Zaveden odznak Pre slovenský skauting na podporu skautingu na Slovensku.
- 1928 – Byl vydán pamětní odznak „10 LET RČS“. U příležitosti desetiletí skautingu v zemi Moravsko – slezské byla udělována Moravsko-slezská svastika. Byla totožná se Svastikou Náčelnictva, ale stuha byla bílo – červeno – modrá.
- 1929 – V roce 1922 se vydali se souhlasem Náčelnictva dva bratři Oldřich a Jan Bláhovi pěšky na cestu kolem světa. Seznamovali svět s československým skautingem, psali a posílali své reportáže do vlasti. V roce 1929 je Skautské ústředí vyznamenalo řádem Hraničářů a nechalo pro ně ze stříbra zhotovit odznaky se dvěma zkříženými čakany. Bylo zřízeno nejvyšší vyznamenání „Ústředí slovenských katolických skautů“ – Zlatý kríž Svatého Juraja. Stuha byla shodná jako u Československého Stříbrného Vlka.
- 1930 – Vodní skauti začali používat svůj odznak příslušnosti.
- 1931 – Ve dnech 27. června až 2. července se konaly v Praze TÁBORY SLOVANSKÝCH SKAUTŮ. Při této příležitosti byla vydána pamětní plaketa a dva odznaky.
- 1931 – Ústředí ruských skautů – emigrantů udělilo A. B. Svojsíkovi ŘÁD BÍLÉHO MEDVĚDA I. třídy za jeho zásluhy o slovanský skauting.
- 1932 – Lotyšští skauti vyznamenali A.B. Svojsíka ŘÁDEM LYS BLANK – BÍLÉ LILIE
- 1932 – Ve třicátých letech byl látkový odznak Lvího skauta zaměněn za kovový. Byl ražen s jehlicí na zapichování a nebo s dírkami na přišití. Nosil se na pravém rukávě v nejhornější části, nad všemi odborkami.
- 1933 – Dosavadní vyšívaný odznak vůdců oddílů se stužkami byl nahrazen kovovými odznaky. Vůdce se zkouškou – odznak stříbrný, černá smaltovaná psí hlava v kartuši. Vedoucí bez zkoušky – odznak bronzový, nesmaltovaná psí hlava v kartuši. Zástupce vůdce, nebo vedoucího – odznak bronzový, bez psí hlavy v kartuši. Československá obec Junáků volnosti zřídila Junácký řád Díků. Autorem byl Antonín Mádl.
- 1934 – Bylo zavedeno vyznamenání Skautská láska.
- 1935 – Skautky začaly používat modrý trojlístek jako podklad slibového odznaku.
- 1936 – Velen Fanderlík byl prvním Čechem, který po absolvování Gillwellu dosáhl stupně Wood badge. A. B. Svojsík, V. Židlický, Josef Charvát a Prokop Drtina byli králem Carolem II. vyznamenáni nejvyšším rumunským skautským vyznamenáním VIRTUTES CERCETASASCAA – ZLATÁ HVÉZDA a A. B. Svojsík ještě vysokým státním vyznamenáním ŘÁDEM RUMUNSKÉ KORUNY.
- 1937 – Začal být udělován odznak „Šedého bratříčka“ – pro vlčata za vykonané zkoušky. Nosil se na levé kapse košile podložen šedým filcem.
- 1938 – Byla udělována medaile „ZA 20 LET PRÁCE PRO VLAST“ zvaná též medaile sv. Jiří. (viz Historická vyznamenání Junáka)
- 1939 – Zřízena Duchovní rada Junáka a její katolický odbor zavedl ŘÁD SVATÉHO VÁCLAVA. (viz Historická vyznamenání Junáka)
- 1941 – Členové Junáka konající službu v ČS vojsku ve Velké Británii obnovili u v Anglii skautskou činnost. Byl vydán odznak „Českoslovenští roveři v Anglii“

### Období 1945–1950
- 1945 – Junák se stává kolektivním členem Svazu české mládeže.
- 1945 – Vzniká památník padlým skautům ze Slezské Ostravy „Ivančena“ v sedle pod Lysou horou. Na jeho památku byla vydána velká řada příležitostných odznaků a nášivek.
- 1946 – Český Junák zřídil vyznamenání JUNÁCKÝ KŘÍŽ ZA VLAST 1939–1945 Ve třech stupních zlatý, stříbrný a bronzový. Byl zaveden slibový odznak vlčat.
- 1946 – Slovenský Junák zavedl pro své členy lilii se stylizovaným znakem Slovenska – dvojkřížem na trojvrší.
- 1946 – Byl vydán pamětní odznak k 35. výročí založení skautingu v ČSR a k 70.narozeninám Zakladatele A. B. Svojsíka.
- 1947 – Federální Československý Junák používal slibový odznak, kde na štítku lilie místo psí hlavy byl malý státní znak.
- 1947 – Pro zasloužilé členy HKVS, kteří ještě nedosáhli zásluh k udělení Stříbrného bobra byl vytvořen Čestný odznak HKVS, který již nebyl nikdy udělen. Byl zřízen Řád „Zlatá hvězda Československého Junáka“ který byl určen pro zahraniční příslušníky skautského hnutí, kteří se zasloužili o skautské hnutí. Autorem byl Alan Grégr.
- 1948 – 28. 2. se měl konat III. Valný sněm Junáka ve Zlíně. Při této příležitosti byl vydán neoficiální pamětní odznak, který nebyl nikdy předán delegátům.
- 1948 – 1950 – Postupný zánik Junáka z rozhodnutí akčního výboru Národní fronty a jeho začlenění do Svazu české mládeže.
- 1950 – Bratru Emilu J. Štemberovi bylo uděleno vysoké skautské vyznamenání BSA – Eagle Scout Award

### Období 1968–1988
- 1968 – Český Junák založil vyznamenání JUBILEJNÍ MEDAILI ZA SLUŽBU VLASTI a MEDAILI DÍKŮ. Slovenský Junák založil vyznamenání JUNÁCKÁ HVĚZDA A ZLATÁ LILIE. Československý Junák založil vyznamenání ŘÁD TŘI PRUTY BRATRSTVÍ, ŘÁD STŘÍBRNÝ TROJLÍSTEK, ŘÁD JUNÁCKÉ LILIE, ŘÁD SKAUTSKÁ VDĚČNOST. Byl zaveden slibový odznak světlušek. Odznak „Za Službu vlasti“ – Jeho smyslem bylo vytvoření paralelní struktury stojící mimo aparát, pro potřeby rychlé mobilizace mládeže k možnému brannému vystoupení proti Sovětské okupaci, v případě vhodné mezinárodní situace. K odznaku byla přidělována legitimace. V Praze se konal III. Valný sněm Junáka, při jeho příležitosti byl vydán pamětní odznak. Odznakem vůdců Lesních škol se stal odlitek obsidiánového hrotu šípu. Autorem byl Otakar Suchý.
- 1970 – V březnu byl ustaven čestný SVOJSÍKŮV ODDÍL. (viz vyznamenání Junáka). V dubnu byl ministerstvem vnitra zrušen Slovenský Junák, v červnu federální Československý Junák a v říjnu Český Junák. Po odchodu do exilu zakládají skauti a skautky v hostitelských zemích ČESKÝ A SLOVENSKÝ EXILOVÝ SKAUTING
- 1978 – Bratr J. E. Štenbera, žijící v Pensylvánii obdržel další nejvyšší vyznamenání BSA – Silver Beaver Award – Stříbrného bobra.
- 1983 – Byl vytvořen a udělán slibový odznak Exilových skautů. Číslovány od čísla 401–1800.
- 1987 – Českoslovenští skauti v Exilu vydali třístupňovou medaili ABS. Autorem je br. Kozák z Vídně.

### Období 1989–2003
- 1989 – třetí obnova činnosti Junáka
- 1990 – Se konal v Praze IV: Valný sněm Junáka, při jeho příležitosti byl vydán pamětní odznak
- 1990 – Český Junák zřídil ŘÁD ČESTNÉ LILIE V TROJLÍSTKU pro skauty a skautky. (viz Historická vyznamenání Junáka)
- 1990 – Náčelník českého a slovenského exilového skautingu M. Miltner předal v Zűrichu prezidentovi V. Havlovi ŘÁD STŘÍBRNÉHO LVA. Redakce Zpravodaje sběratelů skautských odznaků Udělovala neoficiální vyznamenání „Za zásluhy“, bylo uděleno ve třech stupních: bronzový, stříbrný a zlatý.
- 1992 – Se konal v Praze V: Valný sněm Junáka, při jeho příležitosti byl vydán pamětní odznak
- 1992 – Se konalo po dlouhé odmlce Ústřední kolo závodu vlčat a světlušek v Potštejně
- 1993 – Rozpad republiky – Vznik Junáka a Slovenského skautingu. Vznikl Slovenský Rad Strieborného Vlka a Rad Strieborného Trojlístka.
- 1994 – Konal se v Olomouci VII. Mimořádný sněm Junáka
- 1995 – K 80. letům založení dívčího skautingu byla vydána pamětní medaile: Slovenský skauting zakládá dvoustupňové vyznamenání „Za Skautskú vernosť“
- 1995 – Se konal v Brně VII: Valný sněm Junáka, při jeho příležitosti byl vydán pamětní odznak. Zpravodajská brigáda vydala pamětní medaili 1945–1995. Byla zřízena Medaile exilového skautingu v Evropě, která byla určena skautským vůdcům, kteří se přihlásili a věnovali se exilové skautské mládeži po nejméně 25 let.
- 1996 – Ke 120. výročí narození náčelníka A. B. Svojsíka byl vyhlášen „Svojsíkův rok“ a vydán pamětní odznak.
- 1997 – V květnu se v Praze konalo Mezinárodní skautské setkání FÉNIX 97.
- 1997 – V srpnu při 50.výročí 6.jamboree de la paix 1947 ve Francii bylo uspořádáno vzpomínkové setkání.
- 1998 – zaveden ODZNAK KAPITÁNSKÉ ZKOUŠKY pro vodní skauty a skautky.
- 1998 – Se konal v Plzni IX. Valný sněm Junáka, při jeho příležitosti byl vydán pamětní odznak
- 1999 – Oddíl Velena Fanderlíka uděluje svým členům vyznamenání KŘÍŽ III. ODBOJE 1948–1989.
- 1999 – Oddíl Baden ve Švýcarsku vydal pro členy oldskautského oddílu v exilu Syringu Českých a Slovenských skautů v exilu. Český svaz bojovníků za svobodu k 60. výročí založení „Zpravodajské brigády“ vydala Medaili „Pravdou ke svobodě“
- 2000 – Založen odznak Junácké zdatnosti. Autorem je Vladislav Janík.
- 2001 – 7.–13. července se v Praze konaly Evropské skautské konference WOSM a WAGGGS.
- 2001 – V květnu se konal V. Sněm kmene OS v Kroměříži.
- 2001 – Se konal na Vsetíně X. Valný sněm Junáka, při jeho příležitosti byl vydán pamětní odznak
- 2001 – Sestra Vlasta Macková vyznamenána Nejvyšším vyznamenání WAGGGS – Bronzovou medailí WAGGGS.
- 2002 – Byla zřízena krajská vyznamenání: Plzeňského kraje – Čestný odznak Bílého orla, Pardubického kraje – vyznamenání Stříbrné řeky, Zlínského kraje – Za rozvoj skautingu na Zlínsku
- 2002 – Hlavní kapitanát vodních skautů vydal Čestný odznak „10 let HKVS“
- 2003 – 20. 9. Krajská rada junáka Středočeského kraje zřídilo krajské vyznamenání „Medaili kraje modrých řek“
- 2003 – Náčelnictvo Junáka schválilo nový řád skautských vyznamenání.